# Daegu
Daegu (en hangeul : 대구 ; hanja : 大邱 ; RR : Daegu ; MR : Taegu, /tɛ.ɡu/, litt. « large colline » ; anciennement nommé Taïkou en français), officiellement la ville métropolitaine de Daegu (hangeul : 대구광역시 ; hanja : 大邱廣域市), est une ville de Corée du Sud.

## Géographie

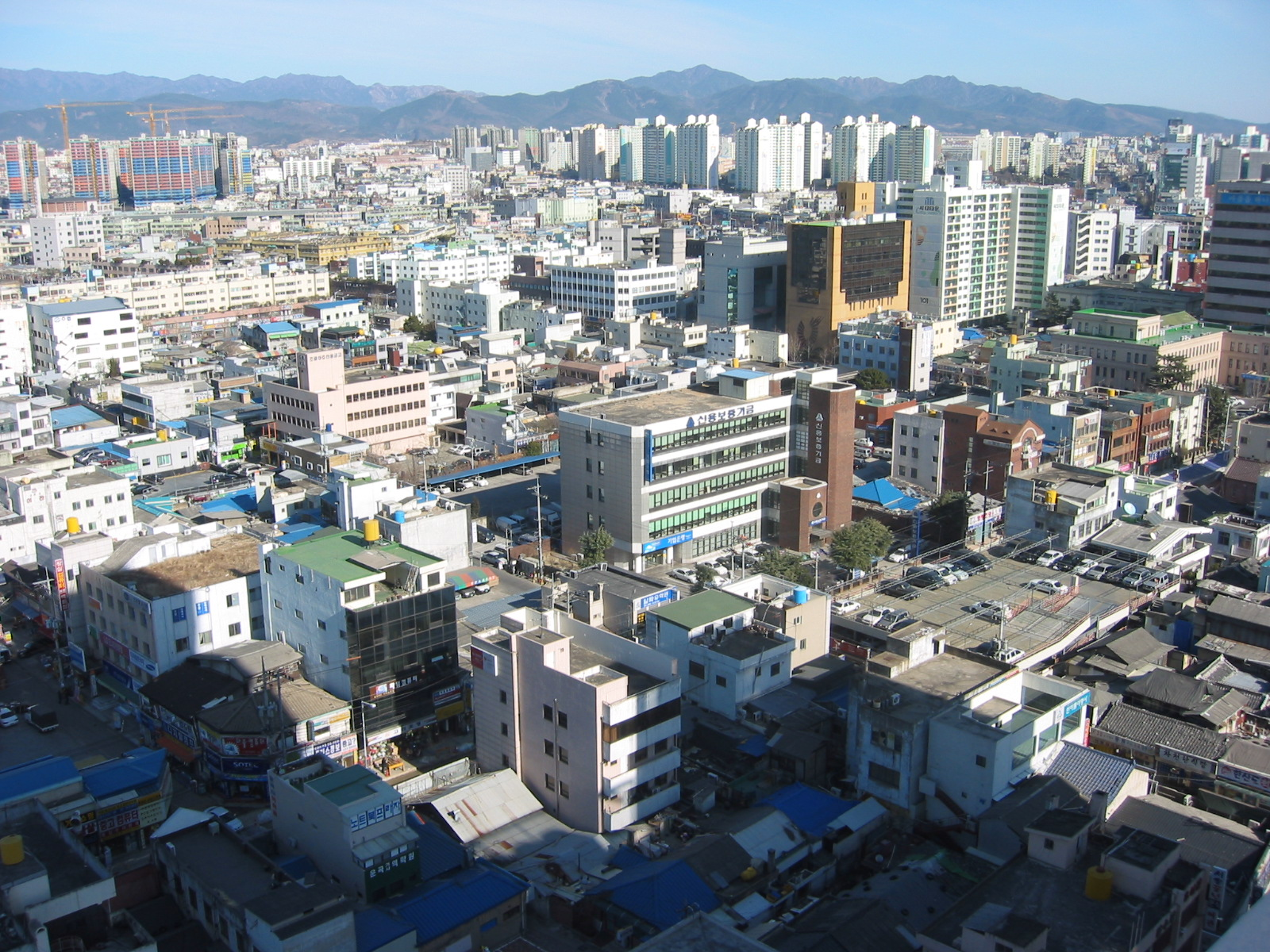
Vue de la partie nord-est de la ville de Daegu.

Daegu est située dans un bassin entouré par des montagnes : Palgong-san au nord, Biseul-san au sud, les collines de Gaya-san à l'ouest et une série de plus petites collines à l'est.
Le Geumho coule le long des bords septentrionaux et orientaux de la ville, se jetant dans le fleuve de Nakdong à l'ouest de la ville.
Le climat de la ville est subtropical humide. Puisqu'elle est située dans un bassin, Daegu bénéficie de températures exceptionnellement chaudes pour la péninsule coréenne pendant l'été. Les montagnes emprisonnent l'air chaud et humide. De même, en hiver, l'air froid stagne dans le bassin. Le secteur reçoit peu de précipitations excepté pendant la période pluvieuse en juin-juillet, et est ensoleillé la plus grande partie de l'année.

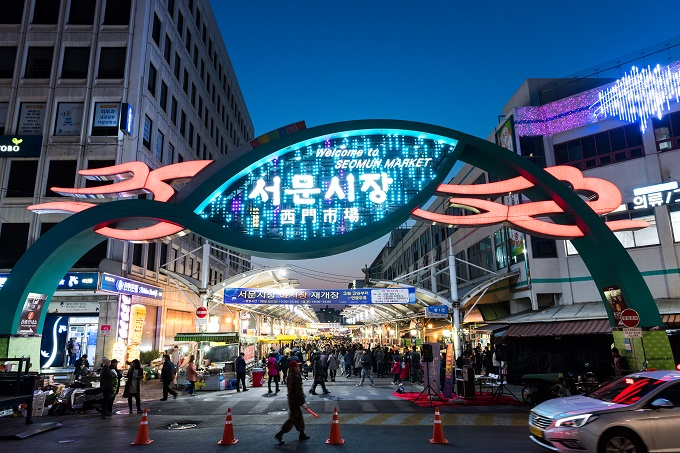
Marché de Seomun

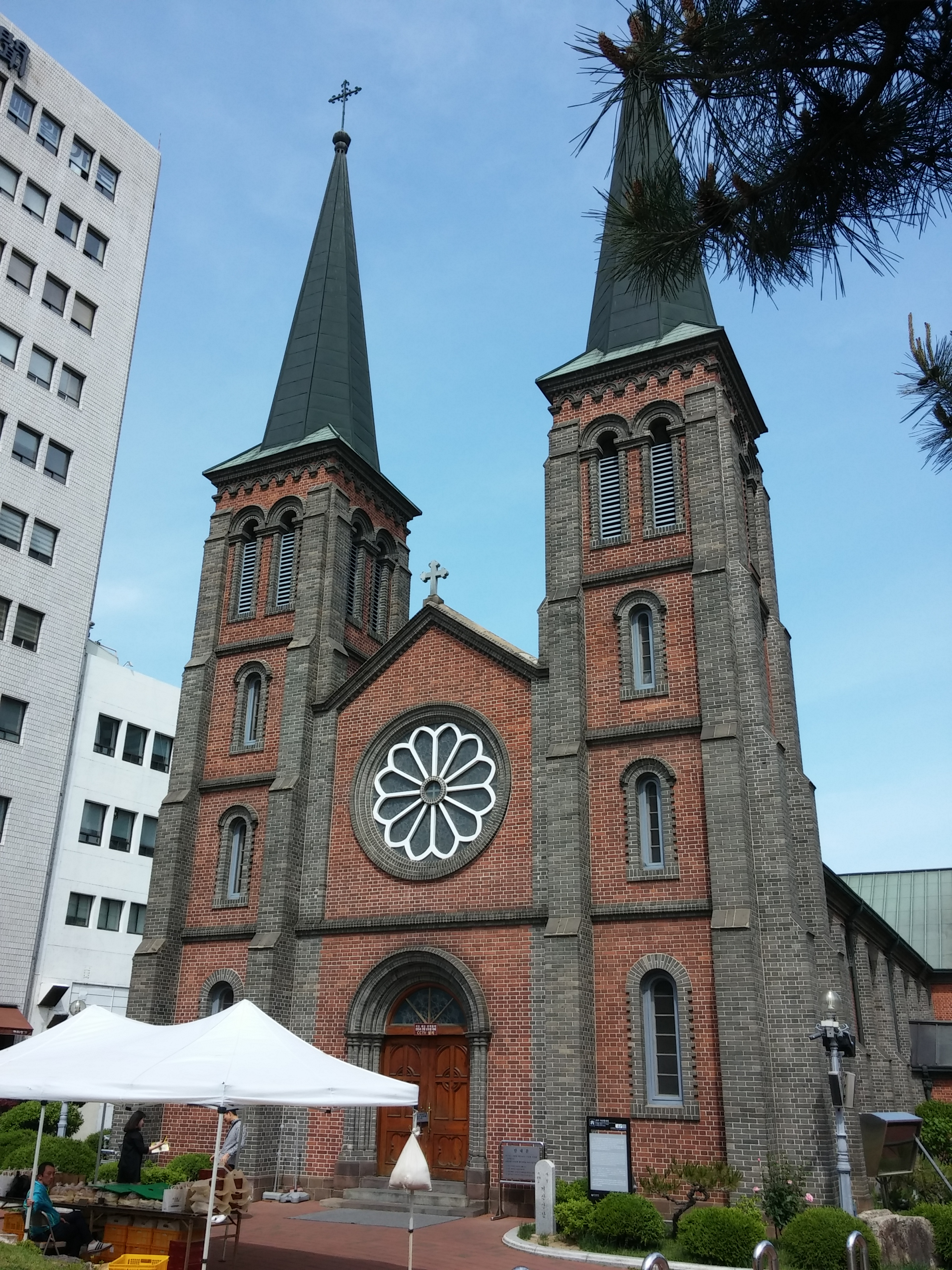
Cathédrale Notre-Dame-de-Lourdes de Daegu

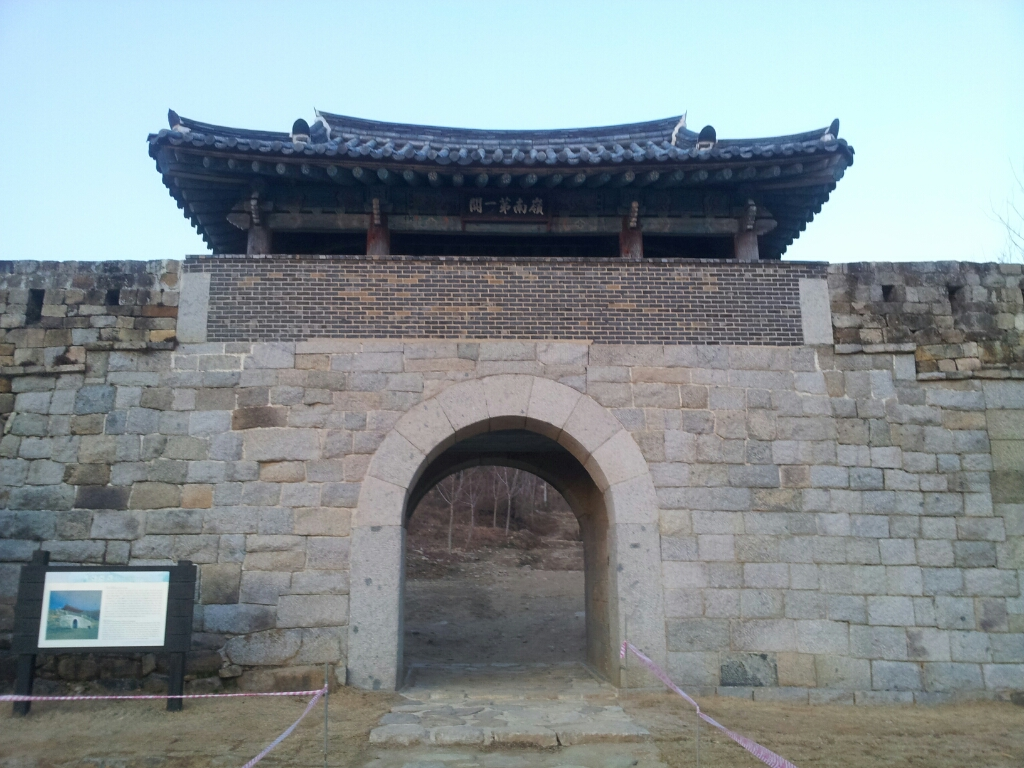
Une porte de la forteresse de Gasansanseong

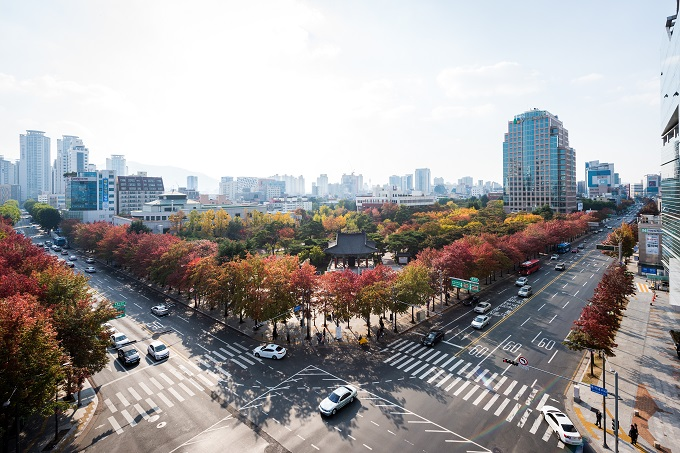
Un parc de Daegu

### Climat
| Mois                                  | jan.       | fév.       | mars       | avril   | mai       | juin     | jui.      | août      | sep.      | oct.      | nov.      | déc.       | année      |
| ------------------------------------- | ---------- | ---------- | ---------- | ------- | --------- | -------- | --------- | --------- | --------- | --------- | --------- | ---------- | ---------- |
| Température minimale moyenne (°C)     | −3,6       | −1,6       | 2,8        | 8,4     | 13,5      | 18,2     | 22,3      | 22,8      | 17,6      | 10,8      | 4,2       | −1,5       | 9,5        |
| Température moyenne (°C)              | 0,6        | 2,9        | 7,8        | 14,3    | 19,1      | 22,8     | 25,8      | 26,4      | 21,7      | 15,9      | 9         | 2,9        | 14,1       |
| Température maximale moyenne (°C)     | 5,5        | 8,3        | 13,5       | 20,6    | 25,3      | 28,3     | 30,3      | 31        | 26,7      | 21,9      | 14,7      | 8,2        | 19,5       |
| Record de froid (°C) date du record   | −20,2 1923 | −16,4 1936 | −10,9 1915 | −6 1916 | 1,8 1934  | 7,8 1921 | 11,3 1913 | 13,4 1972 | 6,2 1933  | −2 1918   | −8,6 1921 | −15,2 1917 | −20,2 1923 |
| Record de chaleur (°C) date du record | 16,5 2002  | 24,4 2021  | 26,9 2013  | 32 2018 | 37,4 2014 | 38 1958  | 39,7 1942 | 40 1942   | 37,5 1994 | 30,7 1997 | 26,6 1979 | 20,8 1953  | 40 1942    |
| Ensoleillement (h)                    | 193,5      | 185,2      | 202,9      | 220,4   | 229,7     | 183,8    | 151,3     | 165,3     | 161,1     | 203,2     | 180       | 189,7      | 2 266      |
| Précipitations (mm)                   | 20,6       | 28,2       | 47,1       | 62,9    | 80        | 142,6    | 224       | 235,9     | 143,5     | 33,8      | 30,5      | 15,3       | 1 064,4    |
| Nombre de jours avec précipitations   | 4,5        | 5,2        | 7,3        | 7,8     | 8,6       | 9,5      | 14,4      | 12,8      | 9,6       | 5,1       | 5         | 4,3        | 94,1       |
| Humidité relative (%)                 | 54,4       | 53,6       | 54,1       | 53,2    | 58,7      | 65,5     | 73,8      | 72,9      | 71,3      | 64,5      | 60,3      | 56,8       | 61,6       |
| Nombre de jours avec neige            | 4,1        | 2,6        | 1,7        | 0       | 0         | 0        | 0         | 0         | 0         | 0         | 0,6       | 2,8        | 11,8       |

| Diagramme climatique                                  |             |             |             |            |               |             |             |               |              |             |             |
| J                                                     | F           | M           | A           | M          | J             | J           | A           | S             | O            | N           | D           |
| 5,5−3,620,6                                           | 8,3−1,628,2 | 13,52,847,1 | 20,68,462,9 | 25,313,580 | 28,318,2142,6 | 30,322,3224 | 3122,8235,9 | 26,717,6143,5 | 21,910,833,8 | 14,74,230,5 | 8,2−1,515,3 |
| Moyennes : • Temp. maxi et mini °C • Précipitation mm |             |             |             |            |               |             |             |               |              |             |             |

## Histoire
Daegu était la capitale de l'ancienne province de Gyeongsang de 1392 jusqu'en 1896, et a été la capitale de Gyeongsang du Nord depuis la formation de cette province en 1896.
Le 1er octobre 1946, une manifestation de grévistes à Daegu est la cible de tirs de la police et un cheminot nommé Kim Yong-Tae perd la vie. Le lendemain, des milliers de manifestants, dont des écoliers et des étudiants, transportent son corps dans les rues de la ville, malgré les tentatives de la police pour les arrêter. La grève évolue ensuite vers le soulèvement d'automne plus important (ou soulèvement de Daegu 10.1),. Y sont liées les affaires du soulèvement de Jeju (1948-1949) et du massacre de la ligue Bodo (1950).
En 1960, naît le Daegu Democracy Movement (en).
Dans les années 1980, Daegu obtient le statut de ville métropolitaine (Gwangyeoksi) en 1995. Daegu est la plus grande ville dans la région du nord de Gyeongsang.
Pendant la dynastie de Joseon, la ville était le centre administratif, économique et culturel de toute la région de Gyeongsang, un rôle en grande partie pris maintenant par Pusan dans le Gyeongsang du Sud.
À la fin du XIXe siècle, des missionnaires catholiques français des Missions étrangères de Paris fondent la Cathédrale Notre-Dame-de-Lourdes de Daegu, qui devient en 1962 le siège de l'archidiocèse de Daegu.

### Guerre de Corée et après-guerre
Pendant la guerre de Corée, les combats ont eu lieu tout près le long du fleuve de Nakdong. Daegu s'est trouvée à l'intérieur du périmètre de Pusan, est restée cependant en possession de la Corée du Sud tout au long de la guerre.
Après la guerre, la ville a vécu une croissance rapide, et la population a décuplé. Les industries principales de Daegu sont le textile, les métaux et la construction de machines. La qualité des pommes cultivées autour de Daegu est renommée dans toute l'Asie de l'Est. Pendant les années 1970, 1980, et 1990, la plupart des gagnantes du concours de beauté Miss Corée venaient de Daegu.
Le 26 mars 1991, cinq jeunes garçons de 9 à 13 ans disparaissent lors d'une balade à la recherche d’œufs de salamandre dans une colline boisée, proche de la ville de Daegu. L'affaire des frog boys est l'occasion d'une mobilisation sans précédent en Corée pour les retrouver. Leurs corps ont été retrouvés seulement 11 ans plus tard. L'autopsie a montré qu'ils avaient été tués par balle et par un instrument pointu. Le ou les assassins n'ont jamais été retrouvés.
Le 18 février 2003, presque 200 personnes ont péri dans l'incendie criminel d'une station de métro, ce fut un des plus graves désastres en Corée du Sud depuis la fin de la guerre de Corée.

## Divisions administratives

Vue de Daegu et de la campagne environnante

Daegu est divisée en 7 arrondissements (‘’gu’’) et 2 districts ("gun")
| Nom          | Hangeul | Hanja  |
| ------------ | ------- | ------ |
| Buk-gu       | 북구    | 北區   |
| Dalseo-gu    | 달서구  | 達西區 |
| Dong-gu      | 동구    | 東區   |
| Jung-gu      | 중구    | 中區   |
| Nam-gu       | 남구    | 南區   |
| Seo-gu       | 서구    | 西區   |
| Suseong-gu   | 수성구  | 壽城區 |
| Dalseong-gun | 달성군  | 達城郡 |
| Gunwi-gun    | 군위군  | 軍威郡 |

## Transport
Les gares de Dongdaegu (Daegu-est) et de Daegu sont les deux seules gares de la ville. La gare de Dongdaegu est la seule gare où s'arrête le KTX ; ces trains continuent vers Séoul (1 h 40) ou Pusan (44 min). Les trains plus lents (semaeul et mugunghwa) s'arrêtent dans les deux gares.
En 2003, un homme met le feu dans une rame du métro faisant 192 morts et 151 blessés.
Daegu possède un aéroport (code AITA : TAE).

## Religion
La ville compte une très petite minorité musulmane. La construction d'une mosquée à partir de 2020 conduit à des violences islamophobes à l'encontre des musulmans qui seraient le fait de groupes protestants ultra-conservateurs.

## Personnalités

### Personnalités nées à Daegu
- Charley Yang (2002), alias BoyWithUke, chanteur

- Kimera, chanteuse
- Park Chu-young, footballeur
- Joohoney, rappeur du groupe Monsta X
- Kim Kibum (Key), chanteur du groupe Shinee
- Kim Junsu, chanteur du groupe 2PM
- Min Yoongi (1993) alias Suga, rappeur, danseur et auteur-compositeur du groupe BTS
- Kim Taehyung (1995) alias V, chanteur, danseur et acteur du groupe BTS
- Ellin, chanteuse du groupe Crayon Pop
- Irene, rappeuse, chanteuse et leader du groupe Red Velvet
- Yi In-hwa, auteur
- Song Joong-ki, acteur
- S.Coups, rappeur et leader du groupe Seventeen
- Yoo Ah-in, acteur
- Bona, actrice, chanteuse, danseuse, rappeuse et visuelle du groupe Cosmic Girls
- Bong Joon-ho, cinéaste
- Kang Myonghi, peintre.
- Kwon Young-jin, maire.
- Lee Kun-hee (1942-2020), chef d'entreprise coréen, président du Groupe Samsung,
- Lee Siyeon, chanteuse du groupe Dreamcatcher.
- Kimsooja, artiste multidisciplinaire, plasticienne, performeuse et vidéaste née en 1957
- Choi Beomgyu, chanteur, rappeur et danseur du groupe TXT
- Ahn Byeong-keun (1962-), judoka, champion olympique et du monde.

### Personnalités mortes à Daegu
- Émile Joseph Taquet (1873-1952), missionnaire et botaniste français
- Florian Demange (1875-1938), prêtre catholique français, missionnaire et premier vicaire apostolique à la cathédrale Notre-Dame-de-Lourdes de Daegu

## Lieux
- Cathédrale Notre-Dame-de-Lourdes de Daegu
- Gukchae-bosang Memorial Park
- Marché de Seomun

## Éducation
- Université nationale Kyungpook
- Une passion coréenne, roman de Christophe Masson (Editions Revoir, 2024)

## Sport
La ville organise les 13e championnats du monde d'athlétisme, du 27 août au 4 septembre 2011 dans son stade, qui avait également accueilli certains matchs de la Coupe du monde de football 2002 ainsi que l'Universiade d'été de 2003.

## Jumelages
- Atlanta (États-Unis) depuis 1981
- Almaty (Kazakhstan) depuis 1990
- Qingdao (Chine) depuis 1993
- Minas Gerais (Brésil) depuis 1994
- Hiroshima (Japon) depuis 1997
- Saint-Pétersbourg (Russie) depuis 1997
- Plovdiv (Bulgarie) depuis 2002
- Milan (Italie) depuis 1998